# Steatoda foravae
Steatoda foravae är en spindelart som beskrevs av Ansie S. Dippenaar-Schoeman och Müller 1992. Steatoda foravae ingår i släktet vaxspindlar, och familjen klotspindlar. Inga underarter finns listade i Catalogue of Life.